# Lifetime (gruppo musicale)
I Lifetime sono un gruppo hardcore punk statunitense del New Jersey, appartenente anche alla prima ondata dell'emo. La band si è formata nel 1990 e sciolta nel 1997. Alla fine del 2005 il gruppo ha annunciato la riunione.

## Storia
La band fu formata nel 1990 dal cantante Ari Katz e dal chitarrista Dan Yemin, caratterizzandosi ben presto per i testi positivi e introspettivi, atipici nella scena hardcore dell'epoca. Con la pubblicazione dell'EP Ghost il gruppo ottenne un buon successo nell'underground. Nel 1992 il complesso pubblicò il primo album di studio Background, a cui seguì un periodo caratterizzato da molti cambiamenti di formazione. Nel 1995 la formazione si stabilizzò con l'arrivo di Pete Martin (chitarra), David Palaitis (basso) e Scott Golley (batteria). Nello stesso anno la band pubblicò il suo secondo album, Hello Bastards su Jade Tree Records, che assieme al successivo Jersey's Best Dancers del 1997 accrebbe la notorietà del complesso nell'underground. Tuttavia, dopo un breve tour per pubblicizzare l'album, i Lifetime decisero di sciogliersi nel 1997.
Dopo lo scioglimento, Dan Yemin fece parte di altre due punk band, i Kid Dynamite e i Paint It Black. Dave Palaitis, Ari Katz e sua moglie Tannis Kristjanson formarono gli Zero Zero.

### Reunion
Nell'estate del 2005 il gruppo si riunì e partì per un tour sulla East Coast degli Stati Uniti, i cui proventi furono tutti devoluti in beneficenza. Dopo vari altri live i Lifetime firmarono con la Decaydance Records nel marzo 2006, prima di partire per un tour con The Bronx e The Loved Ones. Dopo la pubblicazione dell'EP 2 Songs, il gruppo pubblicò il suo quarto, e ben accolto da critica e fans, album intitolato semplicemente Lifetime nel febbraio 2007. Proprio da questo disco la band estrarrà il singolo (con annesso videoclip) Airport Monday Morning.

## Discografia

### Album in studio
- 1992 – Background
- 1994 – Seven Inches
- 1995 – Hello Bastards
- 1997 – Jersey's Best Dancers
- 2007 – Lifetime

### Raccolte
- 2006 – Somewhere in the Swamps of Jersey

### EP
- 1991 – Dwell
- 1992 – Ghost
- 1994 – Randy Clark Cronicles

### Singoli
- 1994 – Tinnitus
- 1996 – The Boy's No Good
- 2006 – Two Songs